# Castañeda
Castañeda é um município da Espanha na comarca e mancomunidade dos Vales Pasiegos, província comunidade autónoma da Cantábria. Tem 19,2 km² de área e em 2021 tinha 3 029 habitantes (densidade: 157,8 hab./km²).

## Demografia
| Variação demográfica do município entre 1991 e 2004 [carece de fontes?] | Variação demográfica do município entre 1991 e 2004 [carece de fontes?] | Variação demográfica do município entre 1991 e 2004 [carece de fontes?] | Variação demográfica do município entre 1991 e 2004 [carece de fontes?] |
| ----------------------------------------------------------------------- | ----------------------------------------------------------------------- | ----------------------------------------------------------------------- | ----------------------------------------------------------------------- |
| 1991                                                                    | 1996                                                                    | 2001                                                                    | 2004                                                                    |
| 1552                                                                    | 1566                                                                    | 1549                                                                    | 1696                                                                    |